# Le Couronnement d'épines (Bosch, L'Escurial)
Pour les articles homonymes, voir Le Couronnement d'épines.
Le Couronnement d'épines est un tableau réalisé vers les années 1530 par un suiveur du peintre néerlandais Jérôme Bosch. Il est exposé au Monastère Saint-Laurent de L'Escurial, en Espagne.
Ce tableau ne doit pas être confondu avec une réalisation de Bosch sur le même thème, Le Couronnement d'épines exposé à la National Gallery de Londres.

## Description
Peint à l'huile sur un panneau de chêne de la Baltique, le tableau mesure 157 cm de haut sur 194 cm de large.
Il représente, à mi-corps, le Christ aux prises avec trois bourreaux et deux autres hommes. Celui de gauche, représenté de profil, qui tient un sceptre orné d'une effigie de Moïse, pourrait être identifié à Caïphe. Ce dernier et les bourreaux obéissant à ses ordres présentent des physionomies caricaturales qui contrastent avec les traits fins et la calme expression de leur victime.
La scène occupe un tondo doré inscrit dans le format rectangulaire du panneau, ce qui ménage quatre écoinçons. Traités en grisaille, ceux-ci figurent des anges terrassant des démons monstrueux.

## Historique et attribution
Le roi Philippe II, qui fut le plus important collectionneur d’œuvres de Bosch, a déposé Le Couronnement d'épines à L'Escurial à la fin du XVIe siècle, comme l'atteste un inventaire de 1593. Ce tableau aurait auparavant appartenu à Fernand de Tolède, ancien vice-roi de Catalogne, qui avait combattu dans les Pays-Bas espagnols sous les ordres de son père naturel, le duc d'Albe.
Longtemps attribué à Bosch lui-même, le Couronnement d'épines de L'Escurial a cependant été réalisé plusieurs années après la mort (en 1516) du maître de Bois-le-Duc, comme l'ont démontré en 2001 les résultats d'une analyse dendrochronologique. Il daterait ainsi des années 1530 (après 1533) et serait une copie de l'atelier de Bosch d'après un original perdu ou, plus vraisemblablement, la réalisation d'un suiveur anversois. Frédéric Elsig note d'ailleurs que certains effets de transparence rappellent les débuts de Marinus van Reymerswale, un disciple de Quentin Metsys actif à Anvers.

## Autres versions

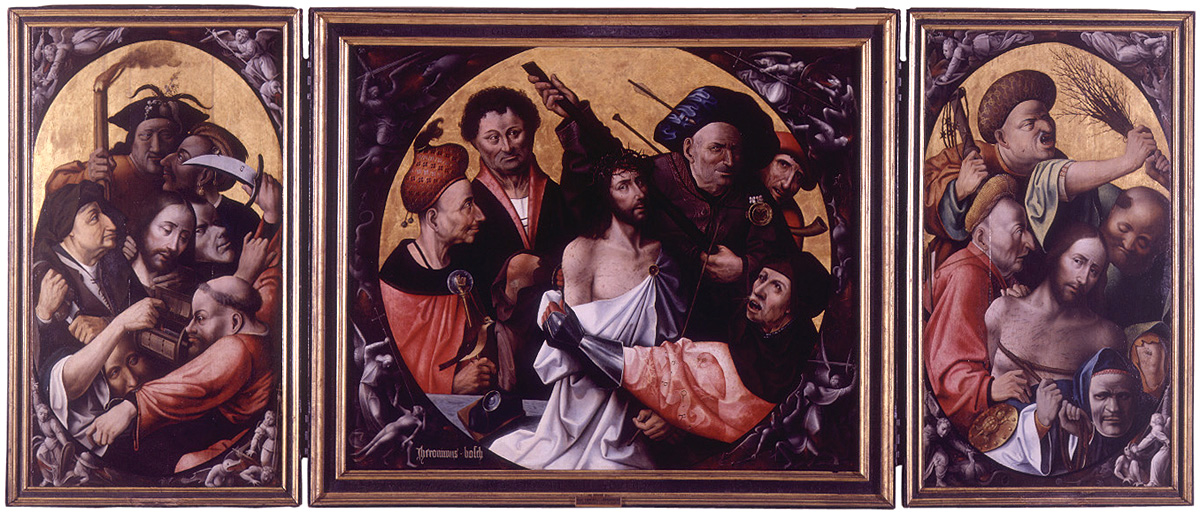
Suiveur de Bosch, Triptyque de la Passion, vers 1530-1540, Musée des beaux-arts de Valence (Espagne).

Parmi les autres versions du Couronnement d'épines de L'Escurial, la plus fidèle, mais d'une qualité inférieure, constitue le panneau central du Triptyque de la Passion du Musée des beaux-arts de Valence (Espagne), où la signature de Bosch est contrefaite.
Semblable par sa composition générale et certains détails, mais différent par son style, le Couronnement d'épines avec un donateur du musée royal des beaux-arts d'Anvers, a lui-même fait l'objet d'une dizaine de dérivations. L'une d'elles est conservée de manière fragmentaire avec la Tête d'un arbalétrier (après 1549) du musée du Prado. Une autre, réalisée après 1551, appartient au Philadelphia Museum of Art. Malgré un écart de qualité évident, la composition et les visages des bourreaux sont comparables à ceux du Couronnement d'épines de Londres.
Considérée par Ludwig Baldass et Charles de Tolnay comme la copie d'un original perdu de Bosch, la version anversoise serait, selon Frédéric Elsig, un « pastiche archaïsant » réalisé à Anvers dans les années 1540. En se fondant sur la proximité stylistique de la figure du donateur avec les tableaux de Jan van Scorel, le catalogue en ligne du musée émet quant à lui l'hypothèse d'une copie partielle réalisée dans les années 1520-1530 à Utrecht.

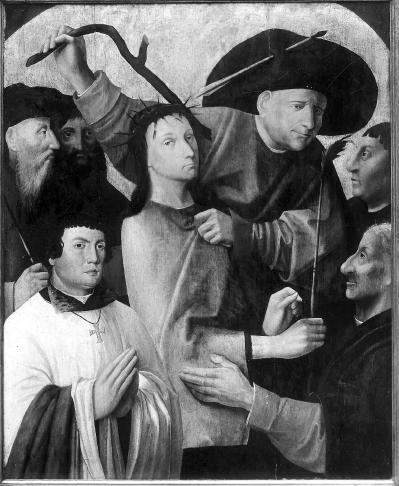
Couronnement d'épines avec un donateur, années 1520-1540 (?), Musée royal des beaux-arts d'Anvers (photographie en noir et blanc).
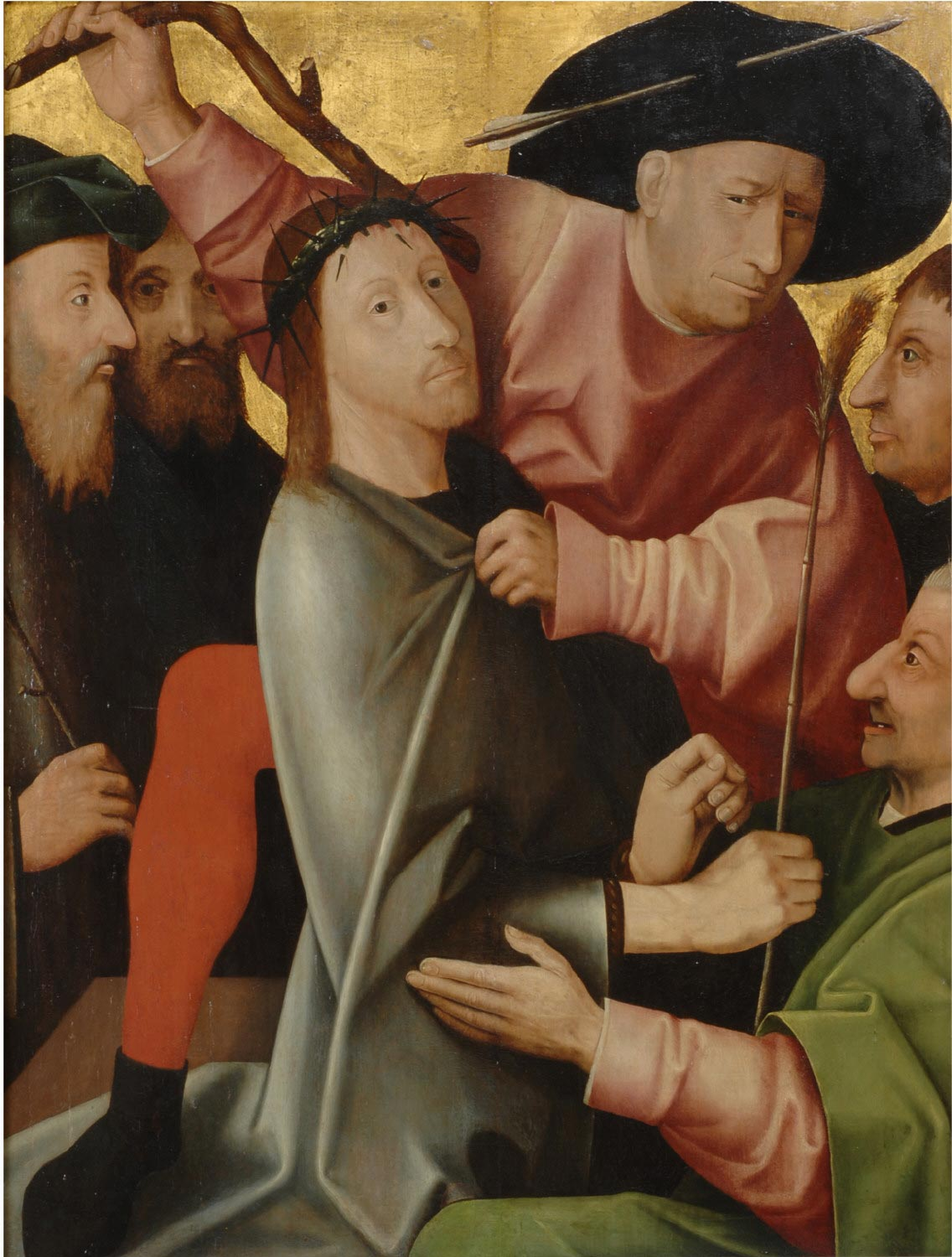
Couronnement d'épines, après 1551, Philadelphia Museum of Art.
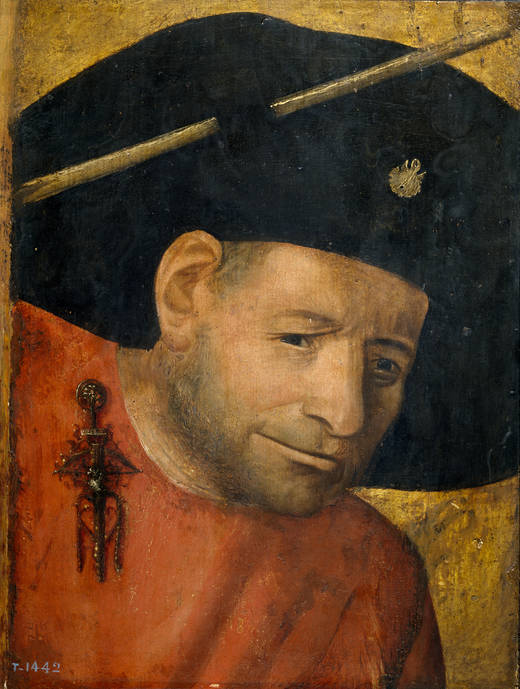
Tête d'un arbalétrier, après 1549, Musée du Prado.
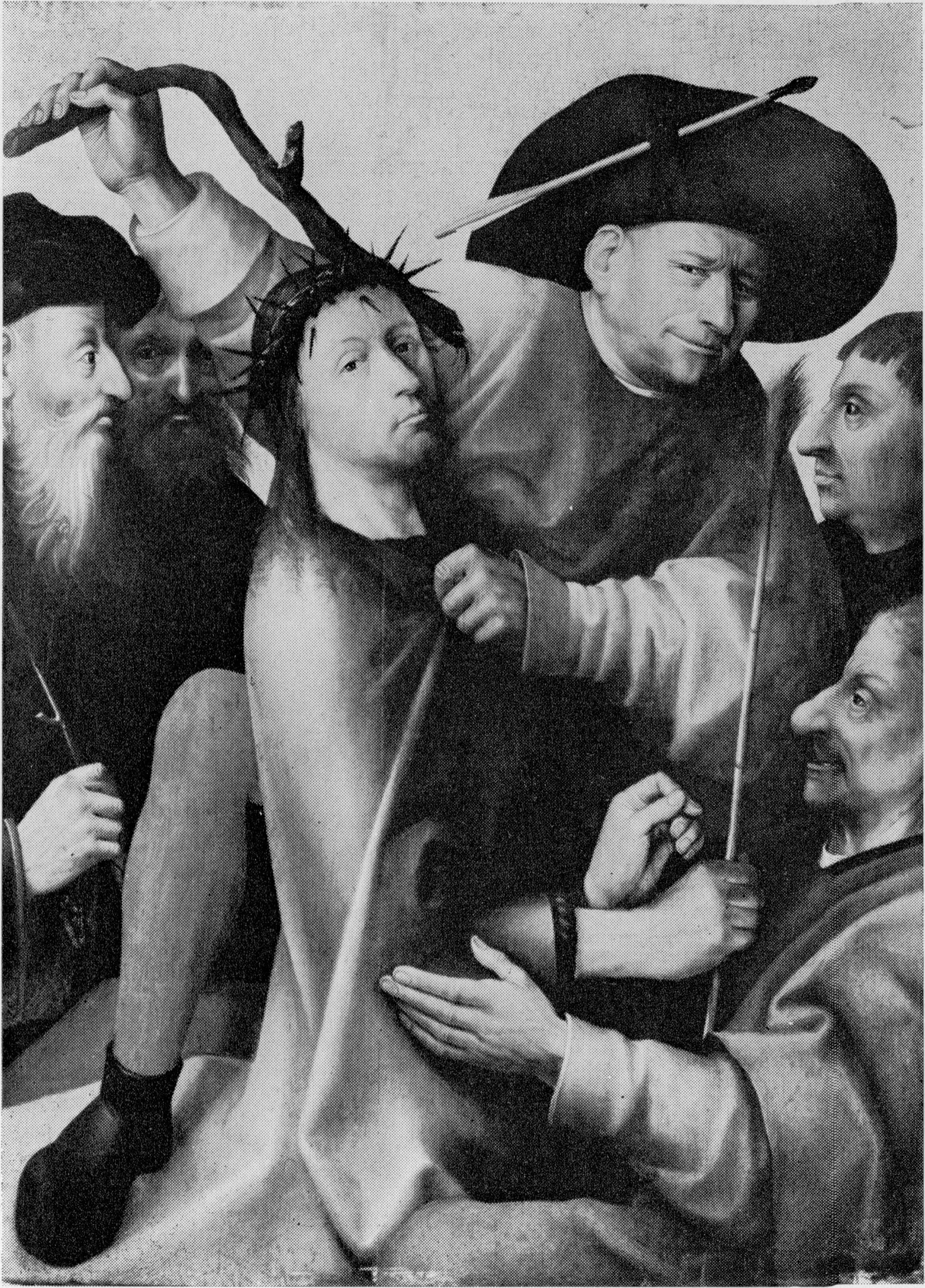
Couronnement d'épines, XVIe siècle, Musée des beaux-arts de Berne (photographie en noir et blanc).